# Johann Heinrich Glaser
Pour les articles homonymes, voir Glaser.
Johann Heinrich Glaser (1629-1675) est un médecin suisse.

## Biographie
Fils du peintre graveur du même nom, il est né à Bâle le 6 octobre 1629. Après des études de philosophie, il poursuit des études de médecine à Genève, Heidelberg et Paris. De retour à Bâle en 1661, il ouvre un cabinet avant d'être nommé titulaire de la chaire de grec en 1665, à l'époque tremplin pour le professorat à la faculté de médecine où il est nommé professeur d'anatomie et de botanique deux ans plus tard.
Johann Glaser est mort à Bâle le 5 février 1675 d'une fièvre contractée au chevet d'un malade.

## Source
- Recherches, découvertes et inventions de médecins suisses, Exposition de livres et de manuscrits organisée avec l'appui de la Ciba S.A., Bâle par la Bibliothèque cantonale et universitaire de Lausanne, du 13 octobre au 3 novembre 1946, Bâle, Ciba, p. 27-28.